# Малый гоголь

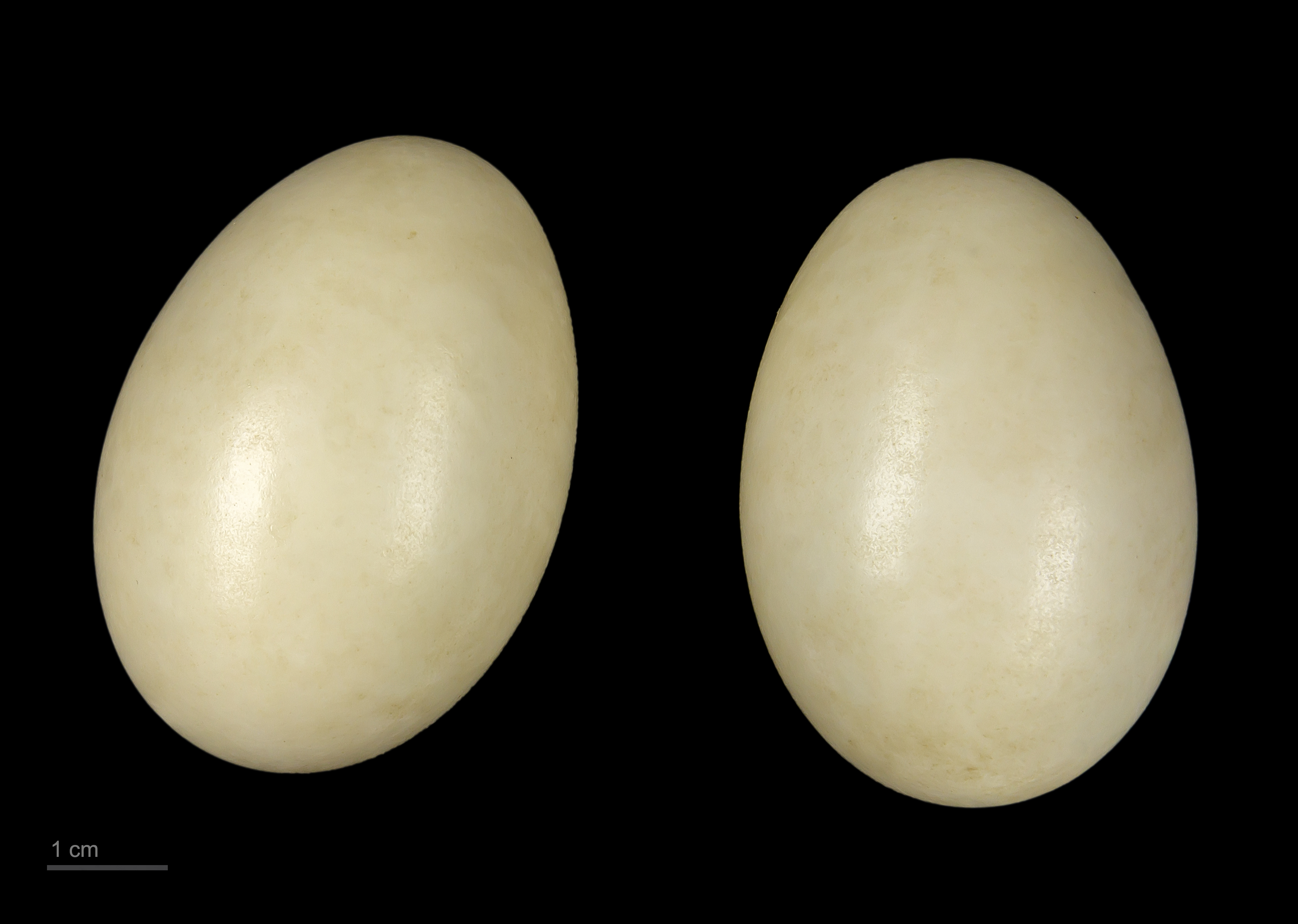
яйцо Bucephala albeola - Тулузский музеум

Ма́лый го́голь, или гоголь-головастик, или головастик (лат. Bucephala albeola) — птица семейства утиных.

## Описание
Телосложение малого гоголя очень напоминает телосложение обыкновенного гоголя, только размером птица намного меньше. Длина тела составляет от 33 до 40 см, вес — от 330 до 450 г. Оперение самцов на спине чёрного, по бокам и на брюхе белого цвета. Затылок, а также боковые стороны головы имеют белое оперение. Клюв светло-серый с чёрной вершиной, радужины тёмно-коричневые. Более неприметным чем у самцов оперением обладают самки. Оперение спины скорее коричневато-серого цвета, боковые стороны, грудь и брюхо серого цвета. Голова самок окрашена в коричневый цвет, под глазами имеется белое пятно. Радужина и клюв как у самца, однако, клюв часто кажется немного более тёмным. Молодые птицы похожи на взрослых самок, тем не менее, их оперение в целом темнее, а белые пятна по бокам головы меньше. Ноги имеют оранжево-розовую окраску. Короткие перья хвоста служат рулём во время ныряния.

## Распространение
Ареал малого гоголя — это север Северной Америки. Летом, во время сезона гнездования, вид представлен севернее и исключительно внутри материка. Зимой его можно встретить вдоль всего побережья США, западной Канады и южной Аляски и только на юге материковой части США, а также в Мексике. В материковой части птицы предпочитают мелководные озёра и пруды вблизи смешанного леса. Избегают открытую тундру. Зиму проводят на больших, незамерзающих озёрах, в устьях рек, а также на побережье.

## Питание
Питание малого гоголя состоит, главным образом, из водных беспозвоночных, реже также мелких рыб. Часть потребности в энергии покрывается употреблением растительной пищи, прежде всего семенами.

## Размножение
Сезон гнездования начинается в апреле и мае. Гнездо устраивает в дупле дерева недалеко от водоёма. Самка откладывает от 5 до 12 яиц. Высиживают кладку обе птицы. Через 29—31 день появляется выводок, который покрыт пухом, сверху коричневого, а снизу белого цвета. Птенцы становятся самостоятельными через 50—55 дней.